# Habib Koité
Habib Koité (Thiès, 27 de janeiro de 1958) é um cantor, compositor e guitarrista maliano. Participa da banda Bamada.

## Estilo
Koité é mais conhecido por sua performance única no violão. Algumas músicas assemelham-se ao blues ou flamenco.

## História
Koité nasceu em 1958, filho de pais músicos com quem aprendeu a tocar instrumentos por observação e estudo. Estudou no Instituto Nacional de Artes em Bamako, onde se formou em 1982. O nome de sua banda é o gentílico dos habitantes da capital do Mali, Bamako, e também é um tradução grosseira para 'Na boca do crocodilo'. Os outros membros da banda são amigos de infância de Koité.
Duas músicas de seu álbum Muso Ko - I Ka Barra e Din Din Wo - vieram inclusas no Microsoft Windows Vista, expondo sua música a milhões de ouvintes, seu outro álbum, Ma Ya, fez muito sucesso.

## Discografia
| Ano  | Álbum   |
| ---- | ------- |
| 1995 | Muso Ko |
| 1998 | Ma Ya   |
| 2001 | Baro    |
| 2004 | Live!   |
| 2007 | Afriki  |